# Helge Törnros
Helge Törnros, född 23 januari 1914 i Bollnäs, död 11 maj 2002 i Norrala, Söderhamns kommun, var en svensk författare.

Törnros var ursprungligen verksam som skogsarbetare, järnbruksarbetare och rallare, men övergick senare till journalistik och författarskap, främst av barn- och ungdomslitteratur. Han blev Boklotteriets stipendiat 1960 och Litteraturfrämjandets stipendiat 1968. Utöver nedanstående verk skrev Törnros, som var bosatt i Trönö, även en rad bidrag till den av Hälsinglands hembygdskrets utgivna årsboken "Hälsingerunor".

### Barn- och ungdomslitteratur
- Det förlorade paradiset: berättelser om det vildas kamp för tillvaron (1946)
- Djur: skildrar djurlivet i norrländsk vildmark (1952)
- Bågmännen: berättelsen om en stenålderspojke (1947, ny upplaga 1962)
- Faxehus!: en berättelse om fogdeväldets fall (1949, ny upplaga 1993)
- Lappo: berättelsen om en hund i vildmarken (1951, ny upplaga 1958)
- Den vilda jakten: berättelse för pojkar (1952)
- Värdshuset Katten och värjan (1953)
- Burre Björn: berättelse för barn (1953)
- Lilleplutt och farbror Långtibort (1954)
- Egil Vitskalle (1958)
- Timmerligan (1960)
- Den levande dalen: djur i vår vildmark (1963)
- Den levande vildmarken: djur på jakt och på flykt (1964)

### Övrigt
- Kamrat i grå höst  (noveller, 1948)
- Någonstans är himlen blå (roman, 1955)
- Med vinden över bergen (noveller, 1956)
- Metalls avd. 135 Sandviken 50 år 1906-1956 (1957)
- Sågverks avd. 270 - Träindustris avd. 567, Ljusne, 50 år: 1917-1967 (1967)
- Lingonplockarens lördag (noveller, 1981)
- Trönö och Norrala socknar: glimtar ur socknarnas historia från äldsta tid till våra dagar (tillsammans med Olof Thunqvist och Lars-Olof Thunqvist, 1994)